# Filosofía de la naturaleza

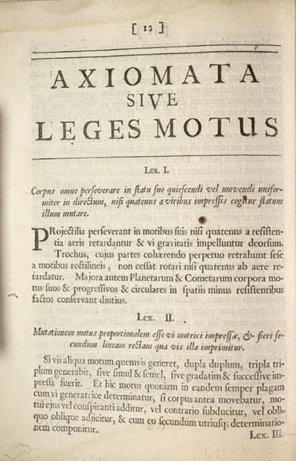
La primera y segunda ley de Newton, en latín, en la edición original de su obra Philosophiæ Naturalis Principia Mathematica.

La filosofía de la naturaleza, a veces llamada filosofía natural o cosmología, fue el estudio filosófico de la naturaleza y el universo físico que era dominante antes del desarrollo de la ciencia moderna. Se considera el precursor de lo que hoy conocemos como las ciencias naturales y física hasta mediados del siglo XIX.
Problemas como los del determinismo o indeterminismo, causalidad, finalismo, orden y probabilidad, especificidad de la vida, etc., eran considerados argumentos propios de la filosofía de la naturaleza la cual debería ser independiente de la propiamente dichas las ciencias e investigaciones empíricas y teóricas. Similarmente se hablaba de "teología natural" o "racional" como la investigación filosófica referida a Dios basados en la razón y la experiencia ordinaria de la naturaleza. La filosofía natural trató cuestiones que pocas ciencias naturales se han planteado, como la existencia de un mundo inmaterial. Por esta cuestión, la cosmología se interpenetra con la "psicología" como estudio del alma.
Desde el mundo antiguo, comenzando con Aristóteles, quien llamaba este estudio "física", la filosofía natural era el término común para la práctica de estudiar la naturaleza hasta el siglo XIX. Fue en el siglo XIX que el concepto de "ciencia" recibió su forma moderna con nuevos títulos emergentes como "biología" y "biólogo", "física" y "físico" entre otros campos y títulos técnicos; se fundaron instituciones y comunidades, y se produjeron aplicaciones e interacciones sin precedentes con otros aspectos de la sociedad y la cultura. Así, el conocido tratado de Isaac Newton, Philosophiæ naturalis principia mathematica (1687), cuyo título se traduce como "Principios matemáticos de la filosofía natural", refleja el uso actual de las palabras "filosofía natural", similar al "estudio sistemático de la naturaleza".

## Ramas
Las principales ramas de la filosofía natural incluyen astronomía y cosmología, el estudio de la naturaleza a gran escala; etiología, el estudio de causas (intrínsecas y, a veces, extrínsecas); el estudio del azar, la probabilidad y la aleatoriedad; el estudio de elementos de la naturaleza; el estudio de lo infinito y lo ilimitado (virtual o actual); el estudio de la materia; mecánica, el estudio de la traducción del movimiento y el cambio; el estudio de la naturaleza o las diversas fuentes de acciones; el estudio de las cualidades naturales; el estudio de cantidades físicas; el estudio de las relaciones entre entidades físicas; y la filosofía del espacio y el tiempo.

## Historia

### Edad Antigua

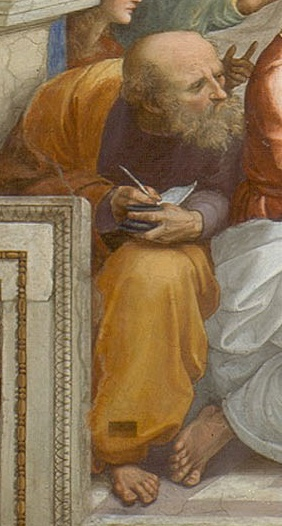
Anaximandro, detalle en La escuela de Atenas.

Los primeros filósofos griegos que estudiaron la naturaleza (physis) fueron los presocráticos, que trataron de establecer el origen y la constitución de los seres naturales. Entendían la naturaleza como una substancia permanente y primordial que se mantiene a través de los cambios que sufren los seres naturales.
Estos "filósofos de la naturaleza" se interesaron por el problema cosmológico, es decir por el origen del mundo, y trataron de dar respuesta a sus interrogantes partiendo de objetos concretos de la naturaleza a los que llamaron arjé (principio). Por ejemplo, Tales de Mileto identificó el origen del cosmos en el agua. Los filósofos presocráticos se caracterizaron por identificar el origen de la naturaleza en otras cosas naturales, como el agua, el aire, el fuego, etc. Un par de excepciones fueron Anaximandro, discípulo de Tales, quien encontró el origen de la naturaleza en el apeiron (lo indeterminado) y Pirron de Elis quien consideraba que aplicando el razonamiento se llegaba a la conclusión de que la idea de cambio o perpetuidad no eran más que una ilusión y que por lo tanto un arjé no era posible.
El gran iniciador de la Filosofía de la Naturaleza o Física es Tales de Mileto, aunque se le atribuye a Aristóteles la concreción de dicho nombre para referirse a los expuestos dados en tanto a los avances de dicha disciplina (s. IV a. C). Este pensador es de los filósofos que han reunido todo lo dicho anteriormente, dando respuestas a los grandes interrogantes que suscitaban los presocráticos, en especial el problema del movimiento [ver paradojas de Zenon]. Aristóteles estudió la naturaleza y tiene abundantes escritos sobre las plantas, los astros, los animales, etc., obras que culminan en su Física, donde estudia la misma naturaleza, pero desde una perspectiva filosófica, por lo que sus principios pueden considerarse permanentes a lo largo de la historia; ya que se distinguen de lo que después y hoy se consideraría como Física.

### Edad Media
En la Edad Media se recobraron los escritos aristotélicos a través de los árabes que los trajeron a Europa, principalmente Avicena y Averroes. Tomás de Aquino encontró y sintetizó, con los conocimientos de la época, los descubrimientos aristotélicos; de hecho mandó a hacer su propia traducción (la de Moerbecke), y elaboró los famosos Comentarios a la Física de Aristóteles. Es una época en la que se busca encontrar las correctas relaciones entre ciencia y fe, y entre filosofía y ciencia. Aquino es un autor que consigue un equilibrio coherente.
No hay una línea divisoria clara entre una imagen científica y una imagen mágica, aunque poco a poco entre ambas dan un nuevo concepto del mundo. Consideramos magia aquello que todavía no hemos conocido, cuando se alcanza el conocimiento científico se descubre que aquella magia no es más que conocimiento vulgar; se intenta encontrar claramente la distinción entre conocimiento y magia.
La alquimia es una actividad práctica que transforma la naturaleza al insertarse en el juego de sus leyes mediante recursos técnicos. Es un interés que busca la clave escondida de la naturaleza y que está latiendo, y representa la capacidad del hombre de destacar su impronta en la naturaleza, dominio de la naturaleza, se convierte en algo expósito.
La tendencia fue de reducir la magia a la ciencia, pero no sería adecuado interpretar a este proceso como lineal, sencillo y directo. Fue más bien un proceso con vaivenes. Es importante destacar los textos herméticos. En la Edad Media el mago es temido como demonio, alguien que va en contra del mundo perfecto, es aquel que se sale del orden de lo racional, se basa más en la experiencia y la experiencia es un sinsentido irracional. La experiencia está por debajo de la razón, y por lo tanto es condenable. La teología representa el orden de la razón, lo que está más allá ha roto la barrera del orden establecido. La magia representaba que todas las cosas no estaban bajo el orden de Dios, hay cierta relación de influencia mutua.
La naturaleza es concebida como organismo universal, autosuficiente, un sistema unificado de fuerzas omnipresentes animado por un alma cósmica en la que la distinción entre lo vivo (el espíritu), y lo no vivo (la materia), pierde su significado. Todo está vivo, el universo está vivo, las cosas en ese organismo no ocurren porque algún ser no natural intervenga en él.
En la concepción tomista, la naturaleza es una realidad que lleva claramente a la necesidad de otra realidad que la sustente: desde el Libro VIII de la Física, Aristóteles ya había visto la 'necesidad' de un Primer Motor Inmóvil, que diera razón de todo otro movimiento que observamos en la Tierra.

### Edad Moderna
La filosofía natural en la Edad Moderna puede dividirse en dos grandes períodos: primero, el paso de la Edad Media a la Edad Moderna a través del Renacimiento; segundo, la filosofía natural moderna propiamente dicha, precursora (o idéntica) a las revoluciones científicas de la modernidad.
El siglo XVI es un siglo de grandes avances en botánica y demás ciencias naturales. Además, los europeos llegan a América.

### Edad Contemporánea
Al contrario de lo que se piensa comúnmente, la filosofía de la naturaleza no ha sido reemplazada ni por las ciencias naturales, ni por la teología natural ni por la epistemología, y continúa cultivando su especificidad en varios sectores que se distancian tanto del cientificismo como de las doctrinas de lo sobrenatural. Uno de estos lugares, importante por la intensidad de su actividad realizada por más de un centenar de investigadores de horizontes científicos y geográficos diferentes, es el Círculo de Filosofía de la Naturaleza, fundado en París en el año 2008 por Miguel Espinoza, de la Universidad de Estrasburgo. Entre los problemas tratados están la continuidad de la ciencia a la metafísica, la relación entre las matemáticas y el mundo sensible, los diferentes aspectos de la causalidad en ciencia y su relación con el determinismo y la libertad, el naturalismo, así como el problema de la jerarquía natural y los enlaces entre los diferentes estratos (matemático, físico, químico, biológico, psíquico y social). Estos temas han sido abundantemente discutidos hasta ahora en diez congresos organizados en París (tres veces), Ciudad de México (dos veces), Temuco, Valdivia y Santiago (Chile), Málaga y Bogotá cuyas actas han sido publicadas en varios volúmenes colectivos: Eikasia. Revista de Filosofía http://revistadefilosofia.com/, 27 (2009); 35 (2010); 43 (2012); 54 (2014); y desde 2014 en Scripta Philosophiæ Naturalis https://scriptaphilosophiaenaturalis.wordpress.com/.

## Principales filósofos de la naturaleza
- Anne Conway
- Margaret Cavendish
- Isabel de Bohemia y del Palatinado
- Joseph John Thomson
- John Dalton
- Gregor Johann Mendel
- Charles Darwin
- Georg Wilhelm Friedrich Hegel
- Jean-Baptiste Lamarck
- Michael Faraday
- Antoine-Laurent de Lavoisier
- Isaac Newton
- William Thomson
- Robert Hooke
- René Descartes
- Johannes Kepler
- Galileo Galilei
- Nicolás Copérnico
- Giovanni Battista della Porta
- Gerolamo Cardano
- Paracelso
- Francis Bacon
- Bernardino Telesio
- Tommaso Campanella
- Enrique Cornelio Agripa
- Leonardo da Vinci
- Giordano Bruno
- Claudio Ptolomeo
- Emanuel Swedenborg
- Aristóteles
- Platón
- Heráclito
- Anaxímenes
- Anaximandro
- Demócrito
- Pitágoras
- Tales de Mileto
- Tomás de Aquino[6]